# Castell de Meranges
El Castell de Meranges és un monument del municipi de Meranges (Cerdanya) declarat bé cultural d'interès nacional.

## Descripció
Segons la tradició local, el castell estava situat al cim de la roca de Meranges, on es veuen uns escassos carreus arrenglerats.

## Història
El castell de Meranges apareix documentat per primera vegada en un document de la segona meitat del segle xi, al Liber feudorum maior. Entre els anys 1068 i 1095 el castlà Hug Dalmau, lligat al llinatge dels Mataplana, jurà fidelitat al comte de Cerdanya Guillem I. L'any 117, el comtat de Cerdanya passà a mans de Ramon Berenguer III, comte de Barcelona. El lligam dels Mataplana a aquest castell continuà al llarg del segle xii.
Els drets sobre la vila van recaure en mans dels vescomtes de Castellbò.
L'any 1335, el rei Jaume III de Mallorca va recuperar el ple domini sobre Meranges. El rei va fer construir un altre castell a "Prat Sec" i va indicar a la població que reconstruís la vila en aquest lloc. D'aquest castell s'ignora si es va construir o només es van fer els fonaments en el lloc anomenat Clot del Castell.